# Атархеа (муниципалитет)
Атархеа (исп. Atarjea) — муниципалитет в Мексике, штат Гуанахуато, с административным центром в одноимённом городе. Численность населения, по данным переписи 2010 года, составила 5610 человек.

## Общие сведения
Название Atarjea с языка отоми можно перевести как «место, куда построен акведук».
Площадь муниципалитета равна 314 км², что составляет 1,03 % от общей площади штата. На севере и западе он граничит с другим муниципалитетом штата Гуанахуато — Хичу, а также на востоке и юге граничит с другим штатом Мексики — Керетаро.

## Учреждение и состав
Муниципалитет был образован в 1870 году, в его состав входят 36 населённых пунктов, самые крупные из которых:
| Код INEGI | Населённый пункт                                                                | Численность населения (2005 год) | Численность населения (2010 год) |
| --------- | ------------------------------------------------------------------------------- | -------------------------------- | -------------------------------- |
| 006       | Всего                                                                           | 5035                             | 5610                             |
| 0005      | Эль-Каррисильо (исп. El Carricillo) 21°18′54″ с. ш. 99°49′58″ з. д.             | 589                              | 702                              |
| 0021      | Ла-Тапона (исп. La Tapona) 21°11′08″ с. ш. 99°52′23″ з. д.                      | 255                              | 395                              |
| 0001      | Атархеа (исп. Atarjea) (административный центр)                                 | 380                              | 389                              |
| 0003      | Альдама (Хоконостле) (исп. Aldama (Xoconoxtle)) 21°10′40″ с. ш. 99°50′04″ з. д. | 348                              | 386                              |
| 0002      | Аламос (исп. Álamos) 21°13′57″ с. ш. 99°48′09″ з. д.                            | 289                              | 318                              |

## Экономика
По статистическим данным 2000 года, работоспособное население занято по секторам экономики в следующих пропорциях: сельское хозяйство, скотоводство и рыбная ловля — 52,4 %, промышленность и строительство — 18 %, сфера обслуживания и туризма — 25,1 %, прочее — 4,5 %.

## Инфраструктура
По статистическим данным 2010 года, инфраструктура развита следующим образом:
- электрификация: 88,4 %;
- водоснабжение: 52,9 %;
- водоотведение: 45,1 %.